# Čtyřválcový vidlicový motor

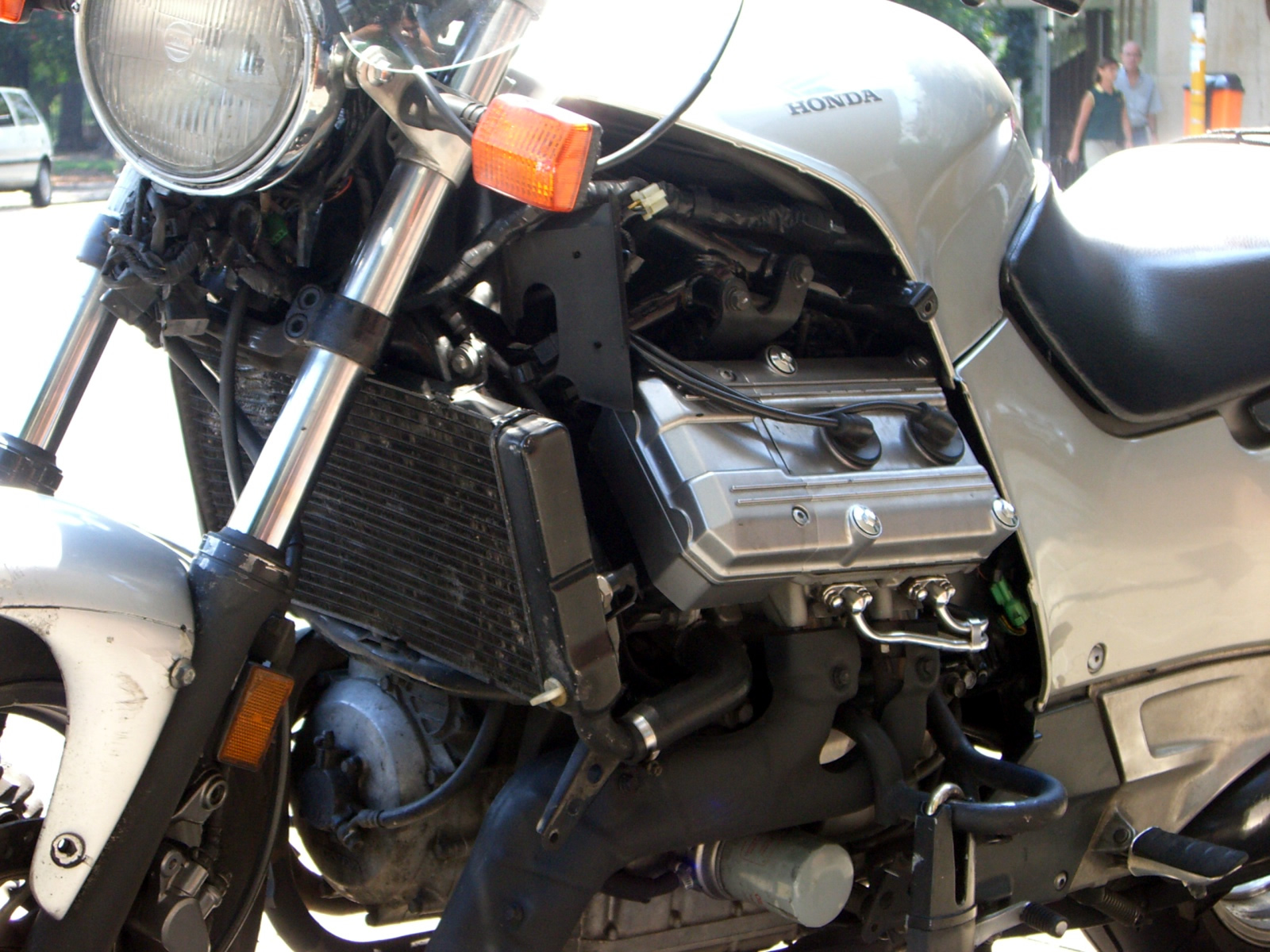
Podélně uložený motor V4 v motocyklu Honda ST 1100 Pan European

Čtyřválcový vidlicový motor (V4, také čtyřválcový V-motor, vidlicový čtyřválec, čtyřválec do V, čtyřválec s uspořádáním válců do V) je vidlicový motor, jehož čtyři válce jsou uspořádány do dvou řad. V podstatě představuje dvojici řadových dvouválců, využívajících společný klikový hřídel.
Motor této konstrukce se v minulosti používal v osobních automobilech Lancia, Ford a ZAZ. Po útlumu se motory V4 začínají objevovat v motocyklech Aprilia (RSV4, Tuono V4), Ducati (Desmosedici, Panigale V4), Honda (Magna, NR, RC212V, ST1100, ST1300, VF a VFR), Motus (MST), Suzuki (Madura) a Yamaha (Venture, V-Max a YZR500).